# 진저와 프레드
진저와 프레드(Ginger And Fred, Ginger E Fred)는 이탈리아에서 제작된 페데리코 펠리니 감독의 1986년 코미디 영화이다. 줄리에타 마시나 등이 주연으로 출연하였다.

## 출연

### 주연
- 줄리에타 마시나
- 마르첼로 마스트로야니
- 프랑코 파브리지